# 凱爾·漢崔克斯
凱爾·克里斯蒂安·漢崔克斯（英語：Kyle Christian Hendricks，1989年12月7日—），綽號“教授”，為美國職棒大聯盟的先發投手，目前效力於洛杉磯天使。他身高190公分，體重86公斤，為右投右打的球員。

## 早年
漢崔克斯高中就讀於加州老傳教站的卡皮斯特拉諾山谷高中，2008年的大聯盟選秀裡，在第39輪被洛杉磯天使選中，但是他並未簽約，反而是選擇就讀達特茅斯學院。在他的大學棒球生涯裡，他投了62局，6勝3敗，防禦率2.47以及投出70次三振。

## 職業生涯

### 小聯盟時期
在2011年的大聯盟選秀裡，漢崔克斯在第八輪被德州遊騎兵選中。於是他加入短期1A西北聯盟的史伯坎印地安人隊，開始他的職棒生涯。在2012交易大限日前，他和Christian Villanueva一起被交易到芝加哥小熊。而他在2013年進入2A打球，在季中升上3A。
他在2014年5月12至18日，獲選為3A太平洋岸聯盟單週最佳投手。

### 大聯盟時期

#### 2014年
由於Jeff Samardzija和傑森·漢默在2014年7月14日同時被交易至奧克蘭運動家，因此漢崔克斯在7月10日首度在大聯盟投手丘上登板對決辛辛那提紅人。在7月22日，他在客場擊敗聖地牙哥教士拿下了他的大聯盟首勝。該年他拿下了國聯8月最佳新人。這個球季他繳出7勝2敗，防禦率2.46的成績單。

#### 2015年
基於前一年的好表現，漢崔克斯在2015年開季前就進入了開季先發輪值。由喬恩·萊斯特擔任一號先發，漢崔克斯擔任二號先發。在5月21號，漢崔克斯面對聖地牙哥教士時，投出生涯首場完封。在他整季180局的投球內容中，他的戰績8勝7敗，防禦率3.95。他也分別在國聯分區賽和國聯冠軍賽的第二和第三場擔任先發。

#### 2016年
在2016上半季，漢崔克斯投出7勝6敗，不過防禦率2.55是全隊最低。在5月28日面對費城費城人時，他再度投滿9局並且只失掉1分。8月1日，漢崔克斯又投出生涯第二場完封，當時球隊以5:0擊敗邁阿密馬林魚，截至8月7日，漢崔克斯投出第17勝，防禦率也降至2.17，為大聯盟第二低。到了9月，他總共投了159局，13勝7敗，但防禦率僅2.09，使他成為大聯盟的防禦率王。這季他16勝8敗，投了190局，防禦率僅2.13。這也是小熊隊自1938年以後，首度有投手成為大聯盟防禦率王。
在國聯冠軍賽第6場，漢崔克斯主投7+1⁄3局，只被敲出2安和投出1個保送，技壓道奇王牌克萊頓·克蕭，使得小熊自1945後首度進軍世界大賽，後來在世界大賽的第3和第7場先發，最後小熊獲得睽違108年的冠軍。

#### 2017年
6月8日，漢崔克斯因右手手指受傷而被放進10天傷兵名單。最後他該季7勝5敗，防禦率3.03。季後賽，漢崔克斯在國聯分區賽的首戰及最終戰登板，還有國聯冠軍戰的第3戰。他總共主投17局，防禦率3.94，1勝1敗。最終小熊在國聯冠軍戰遭到道奇淘汰。

## 技術特點
漢崔克斯的投球主要是伸卡球(87-90 mph)、卡特球(86-88 mph)、變速球(79-81 mph)、曲球(76-79 mph)和四縫線快速球(89-91 mph)為主。他的投球球種非常多元，不管是面對右打還左打，他任何球種都會使用（除了四縫線比較規律使用），他最為人知的就是他的控球能力相當精準，而且在伸卡球方面，球的落點位置差距也很大，這也彌補了他球速不快的缺點。

## 生涯成績
| 年度      | 球隊      | 登板 | 先發 | 完投 | 完封 | 勝 | 敗 | 救援成功 | 救援 | 勝率 | 面對打者 | 局數   | 被安打 | 被全壘打 | 保送 | 故意保送 | 三振 | 暴投 | 投手犯規 | 失分 | 責失分 | 防禦率 | WHIP  | ERA+ |
| 2014      | 小熊      | 13   | 13   | 0    | 0    | 7  | 2  | 0        | 0    | .778 | 321      | 80+1⁄3 | 72     | 4        | 15   | 2        | 47   | 0    | 0        | 24   | 22     | 2.46   | 1.083 | 154  |
| 2015      | 小熊      | 32   | 32   | 1    | 1    | 8  | 7  | 0        | 0    | .533 | 739      | 180    | 166    | 17       | 43   | 1        | 167  | 3    | 1        | 82   | 79     | 3.95   | 1.161 | 96   |
| 2016      | 小熊      | 31   | 30   | 2    | 1    | 16 | 8  | 0        | 0    | .667 | 745      | 190    | 142    | 15       | 44   | 3        | 170  | 5    | 0        | 53   | 45     | 2.13   | 0.979 | 196  |
| 2017      | 小熊      | 24   | 24   | 0    | 0    | 7  | 5  | 0        | 0    | .583 | 570      | 139.2  | 126    | 17       | 40   | 1        | 123  | 0    | 0        | 49   | 47     | 3.03   | 1.189 | 145  |
| 2018      | 小熊      | 33   | 33   | 0    | 0    | 14 | 11 | 0        | 0    | .560 | 812      | 199    | 184    | 22       | 44   | 4        | 161  | 0    | 0        | 82   | 76     | 3.44   | 1.146 | 125  |
| 2019      | 小熊      | 30   | 30   | 1    | 1    | 11 | 10 | 0        | 0    | .524 | 730      | 177    | 168    | 19       | 32   | 1        | 150  | 1    | 0        | 78   | 68     | 3.46   | 1.13  | 129  |
| 合計：6年 | 合計：6年 | 163  | 162  | 4    | 3    | 63 | 43 | 0        | 0    | .594 | 3,917    | 966    | 858    | 94       | 218  | 12       | 818  | 9    | 1        | 368  | 337    | 3.14   | 1.11  | 132  |
- 粗體字為年度聯盟最佳

## 個人生活
漢崔克斯從小就在加州的聖胡安卡皮斯特拉諾長大。他的父親John Hendricks是一名高爾夫球選手，他的母親Ann Marie則是一名醫療管理顧問。2013年12月，他在達特茅斯學院拿到了經濟學學士學位。球迷和他的隊友都給他取個綽號叫「教授」，不僅是他在常春藤聯盟優異的學業表現，更是向前小熊傳奇球星葛瑞格·麥達克斯致敬。

## 外部連結
- 球員資訊和成績在MLB ，ESPN ，Retrosheet ，Baseball Reference ，Baseball Reference (Minors) ，Fangraphs ，The Baseball Cube （英文）